# الشجرة العظيمة ديكو
الشجرة العظيمة ديكو (باليابانية: 大妖精, داي يوزاي)هي شجرة خيالية في لعبة ذا ليجند أوف زيلدا في جزء أوكرينا أوف تايم.
هي شجرة ضخمة.
وفي اللعبة,وضع جانوندورف لعنة عليه,لكي يأخذ منه جوهرة من جواهر القوة الثلاثية.
ولكنه لم يستطع,إذ أعطى لينك الجوهرة وجنية تدعى نافي.